# Буда (Зворіштя, Сучава)
Буда (рум. Buda) — село в повіті Сучава в Румунії. Входить до складу комуни Зворіштя.
Село розташоване на відстані 379 км на північ від Бухареста, 21 км на північ від Сучави, 125 км на північний захід від Ясс.

## Населення
За даними перепису населення 2002 року у селі проживали 1135 осіб. Рідною мовою 1134 особи (99,9%) назвали румунську.
Національний склад населення села:
| Національність | Кількість осіб | Відсоток |
| -------------- | -------------- | -------- |
| румуни         | 1115           | 98,2%    |
| цигани         | 19             | 1,7%     |